# Goum-Katarko
Goum-Katarko ou appelé aussi « Ngoum-Katarko » est un village du Cameroun situé dans la région de l'Adamaoua et le département de Mayo-Banyo. Il fait partie de la commune de Banyo et du lamidat de Banyo.

## Population

### Démographie
Lors du recensement de 2005, on y a dénombré 530 personnes.
D'après le plan communal de développement de la commune de Banyo daté de août 2015, Goum-Katarko compte 300 habitants dont 133 hommes et 167 femmes.
La population des enfants se répartit de la façon suivante : 
32 nourrissons (0 à 35 mois), 51 enfants (0 à 59 mois), 20 enfants (4 à 5 ans), 70 enfants (6 à 14 ans), 56 adolescents (12 à 19 ans), 104 jeunes (15 à 34 ans).

## Éducation
L'école publique du village compte 160 élèves dont 70 filles et 90 garçons. 2 enseignants contractuels et 1 maître parent ne disposent pas de salles de classe.